# Moda na década de 1870
A moda da década de 1870 em roupas europeias e com influência europeia é caracterizada por um retorno gradual a uma silhueta estreita após as modas de saias cheias das décadas de 1850 e 1860, com um revival da moda do século XVIII. As roupas femininas tornaram-se cada vez mais complexas, coloridas e restritivas, enquanto as roupas masculinas eram marcadas por uma sobriedade laboriosa.
A moda masculina no geral ainda demonstrava maior elegância e formalidade, apesar de alterar-se em ocasiões, e o surgimento de novos tipos de ternos e casacos.

## Moda feminina

### Visão geral

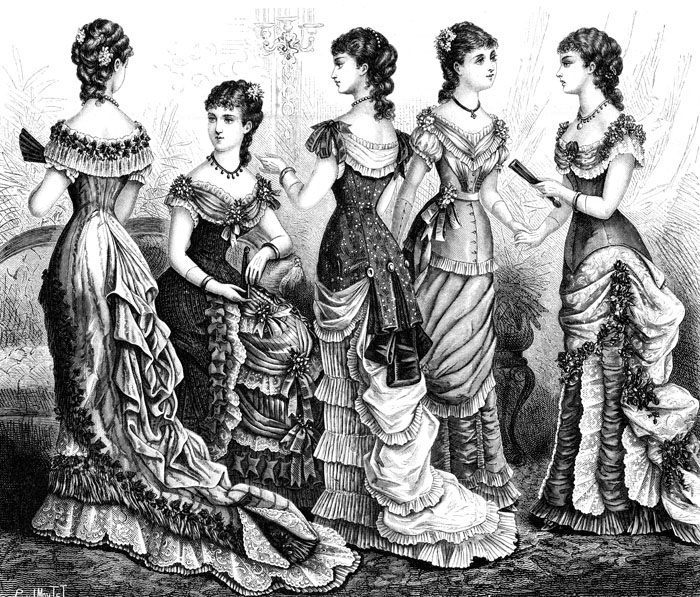
Gravura mostrando vestidos de baile do final dos anos de 1870, vários babados, bordados, fitas e diferentes texturas, com decote baixo, colares e gargantilhas, além de penteados elaborados com franjas e cachos.

Em 1870, o volume da saia havia sido transferido para a parte traseira, onde as saias superiores eram drapeadas e mantidas no lugar por fitas e sustentadas por uma anquinha (ou em inglês, bustle). Esta moda exigia uma saia de baixo, que era pesadamente enfeitada com pregas, babados e franzidos. Essa tendência teve duração curta (embora a anquinha retornasse em meados da década de 1880), e foi seguida por uma silhueta justa com plenitude até os joelhos: o corpete de cuirass, um corpete justo, de cintura longa, sem ossadura e que chegava abaixo dos quadris. As mangas eram justas aos braços, diferente das duas décadas anteriores. Decotes quadrados eram comuns.
Os vestidos diurnos tinham decotes altos que eram fechados, quadrados ou em forma de "V". As mangas dos vestidos matinais eram estreitas durante todo o período, com uma tendência a se dilatar ligeiramente no pulso no início da década. As mulheres geralmente usavam sobressaias para produzir um efeito semelhante ao de um avental na frente.
Os vestidos noturnos tinham decotes baixos e mangas muito curtas, abaixo dos ombros, e eram usados com luvas curtas (mais tarde de comprimento médio). Outras modas característicos incluem uma fita de veludo alta colocada ao redor do pescoço, e posicionada para atrás durante a noite, amarrado em um estilo semelhante ao da era georgiana (origem da moderna gargantilha).

### Vestido de lazer

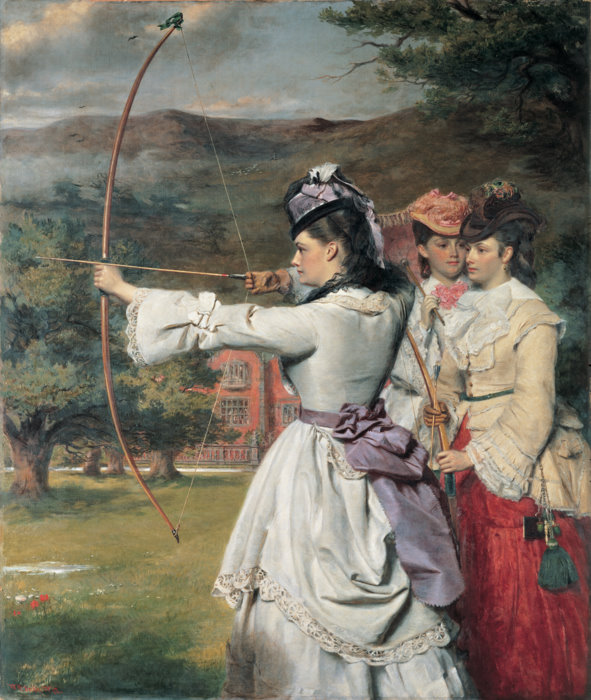
Jovens praticando arco e flecha, em seus vestidos vespertinos, pintura por William Powell Frith, 1872.

As roupas leves estavam se tornando uma parte importante do guarda-roupa de uma mulher. As roupas à beira-mar na Inglaterra tinham suas próprias características distintas, mas ainda seguiam a moda regular da época. O vestido à beira-mar era visto como mais ousado, frívolo, excêntrico e mais brilhante. Mesmo que a anquinha fosse extremamente pesada, ainda fazia parte da moda litorânea.

### Roupas íntimas
Com a silhueta mais estreita, o destaque foi para o busto, cintura e quadris. Um espartilho foi usado para ajudar a moldar o corpo na forma desejada. Isso foi conseguido tornando os espartilhos mais longos do que antes e construindo-os a partir de pedaços de tecido de formas separadas. Para aumentar a rigidez, eram reforçados com muitas tiras de osso de baleia, cordões ou pedaços de couro. A moldagem a vapor, patenteada em 1868, ajudou a criar um contorno curvilíneo.
As saias no início da década eram sustentadas por um híbrido de anquinha e crinolina, uma espécie de anágua de arco às vezes chamada de "crinollete". A estrutura da gaiola era presa ao redor da cintura e se estendia até o chão, mas apenas se estendia pela parte de trás das pernas do usuário. A própria crinollete foi rapidamente substituída pela anquinha em meados da década, que bastava para sustentar a cauda na parte de trás da saia.

### Penteados e chapéus
Mantendo a ênfase vertical, o cabelo era puxado para trás nas laterais e preso em um alto nó ou cacho de cachos, geralmente com uma franja curta sobre a testa. Apliques de cabelo eram comumente usados. Os gorros eram menores para permitir os penteados elaboradamente decorados que se pareciam com chapéus, exceto pelas fitas amarradas sob o queixo. Chapéus pequenos virados para frente, alguns com véus, ficavam posicionados no topo da cabeça, e chapéus de palha com abas eram usados para ocasiões ao ar livre no verão.
Já em ocasiões noturnas, o cabelo possuía uma franja curta, era ainda mais elaborado, puxado para trás, criando cachos que desciam ao longo do pescoço. Uma pequena alusão a moda do século XVIII, com os exagerados macaronis.

### Casacos e sobretudos
O principal tipo de envoltório que dominou nos anos de 1870 foram as capas e jaquetas com abertura nas costas para dar espaço ao volume da anquinha. Alguns exemplos são a peliça e o casaco paletot.

### Galeria de 1870–74

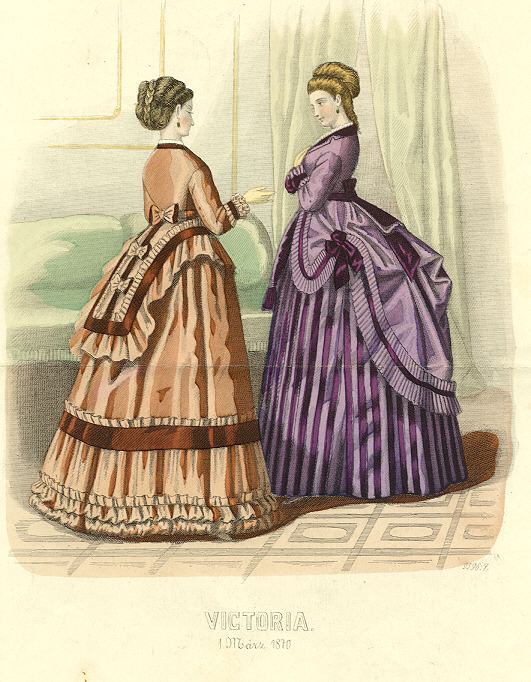
1 – 1870
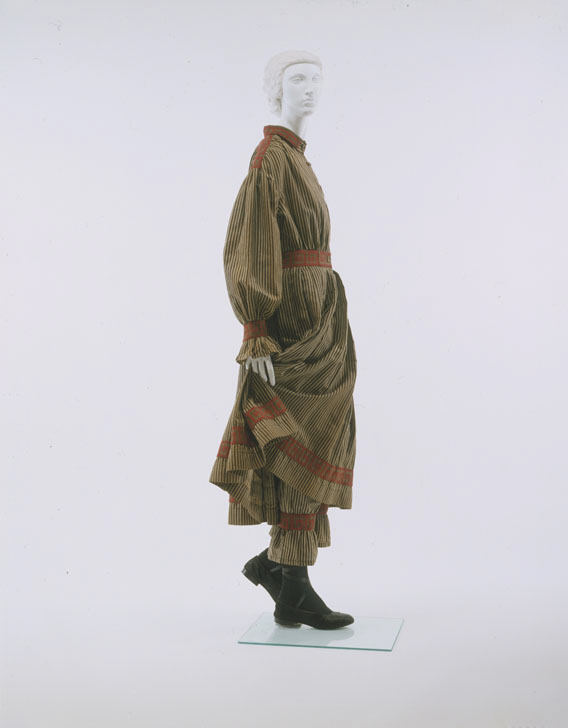
2 – roupa de banho dos anos 1870
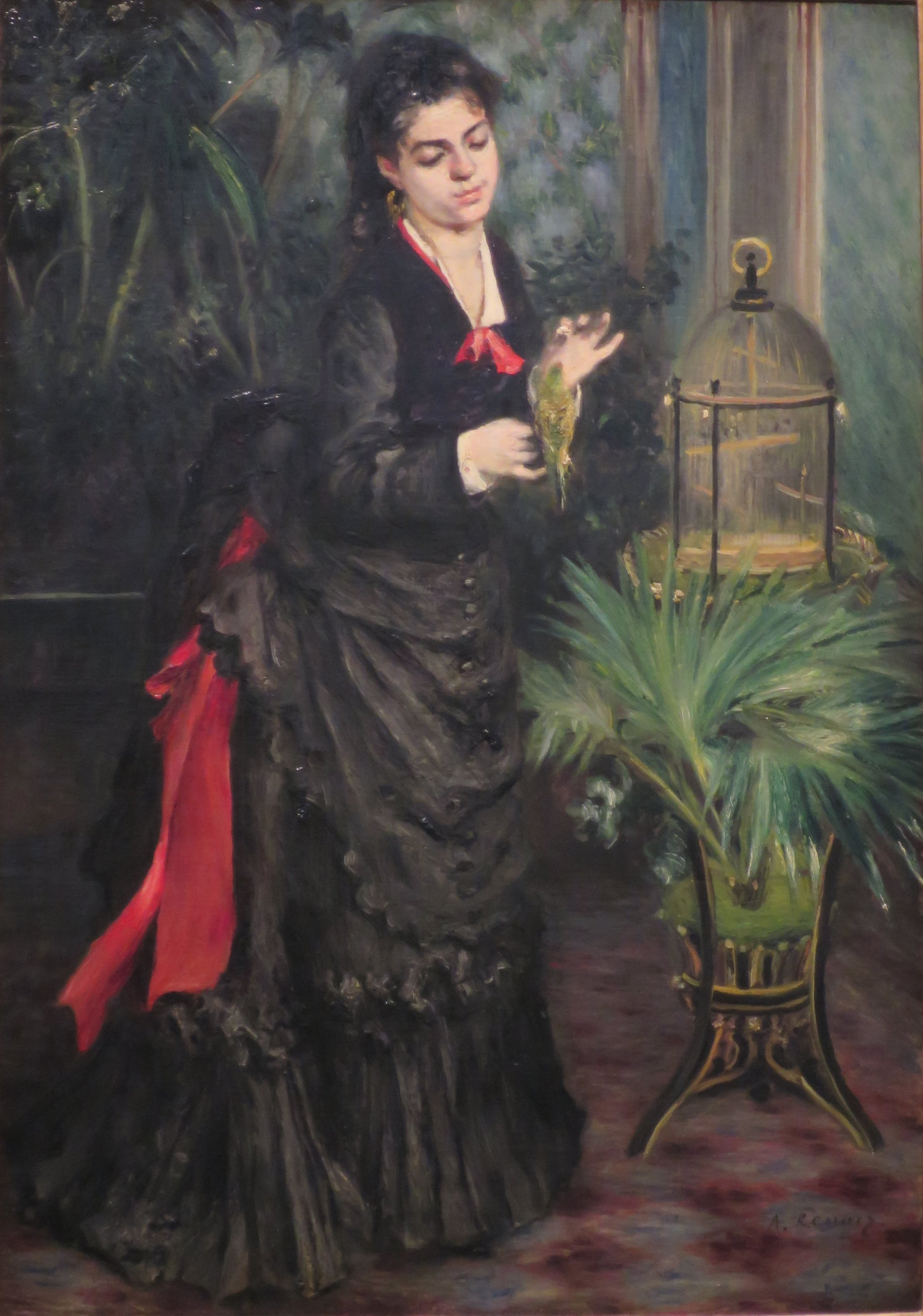
3 – 1871
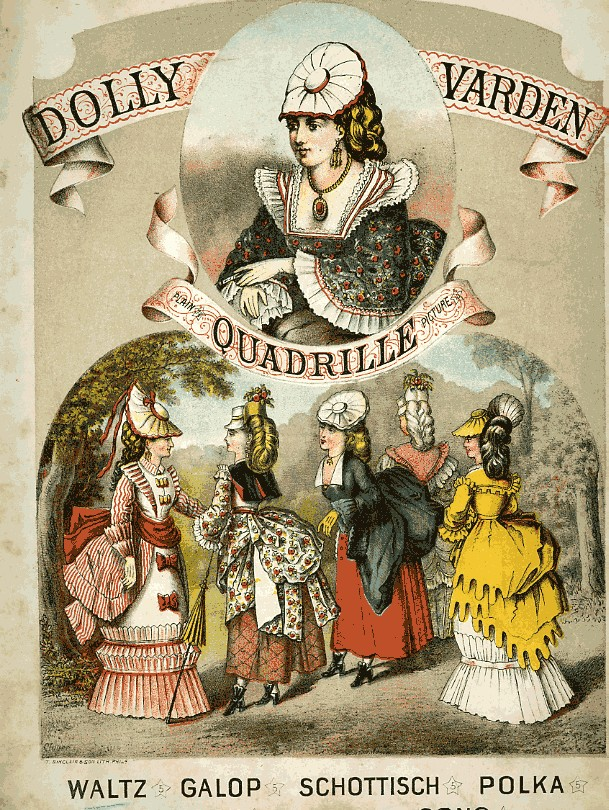
4 – 1872
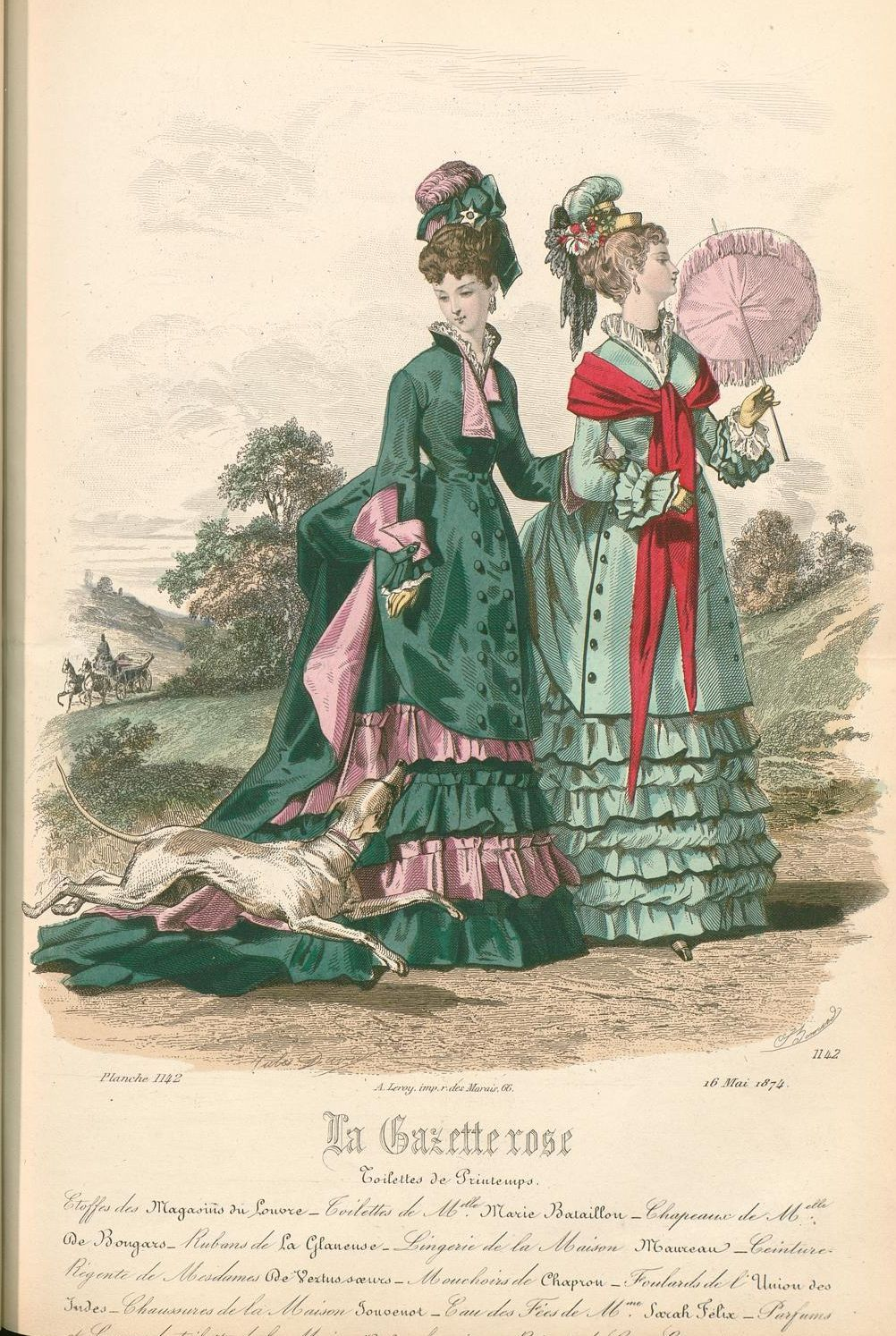
5 – 1874
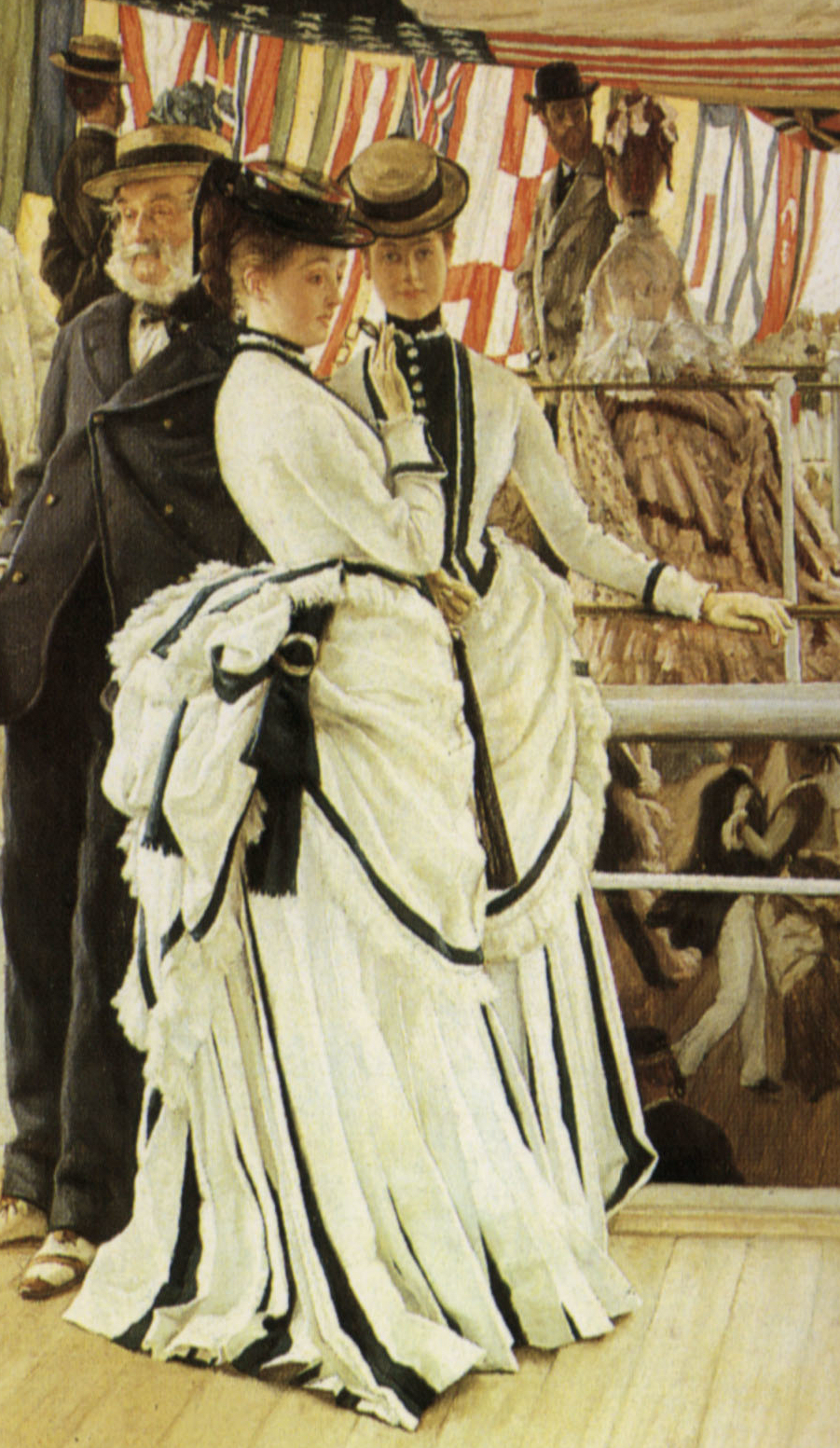
6 – c. 1873
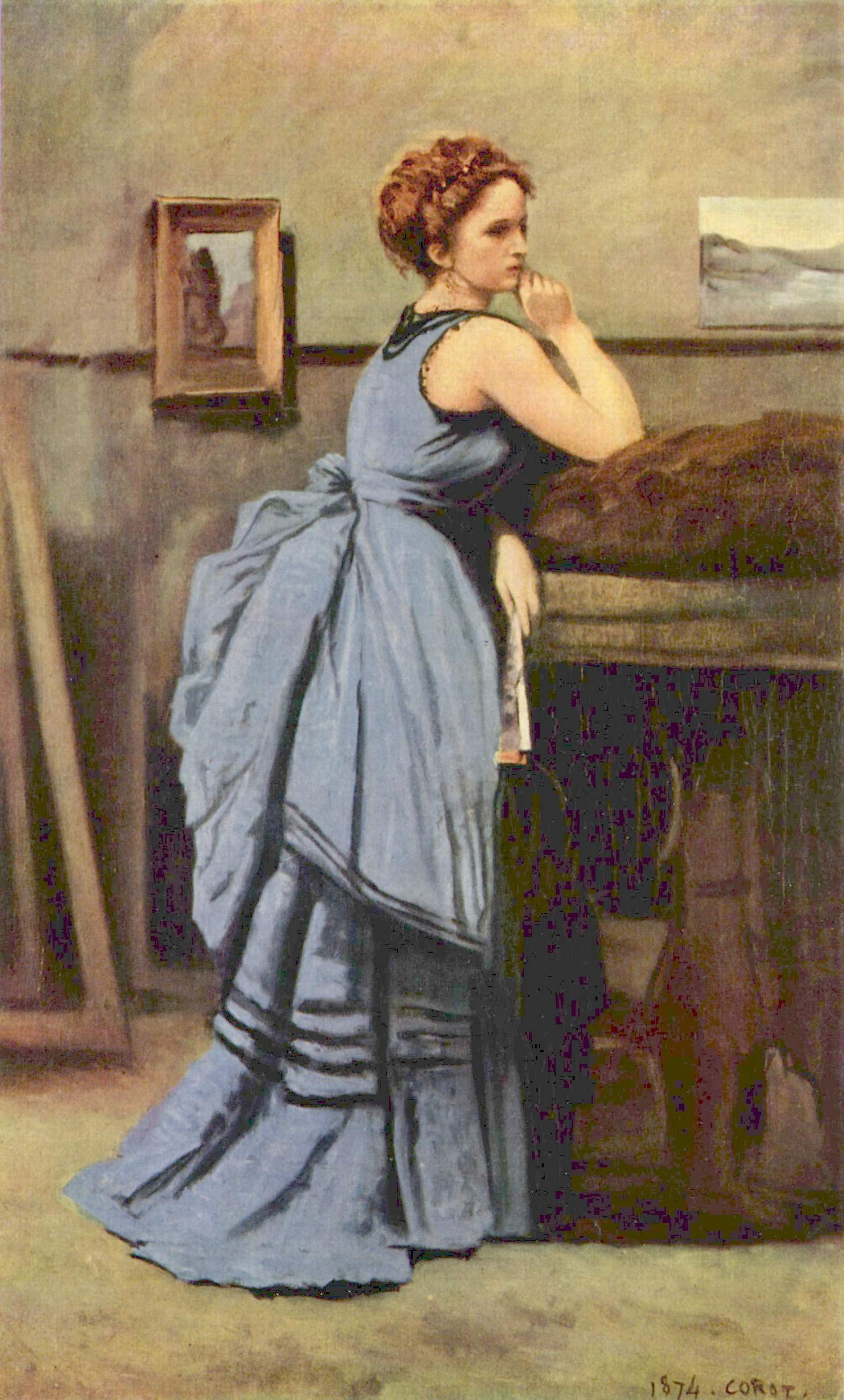
7 – 1874
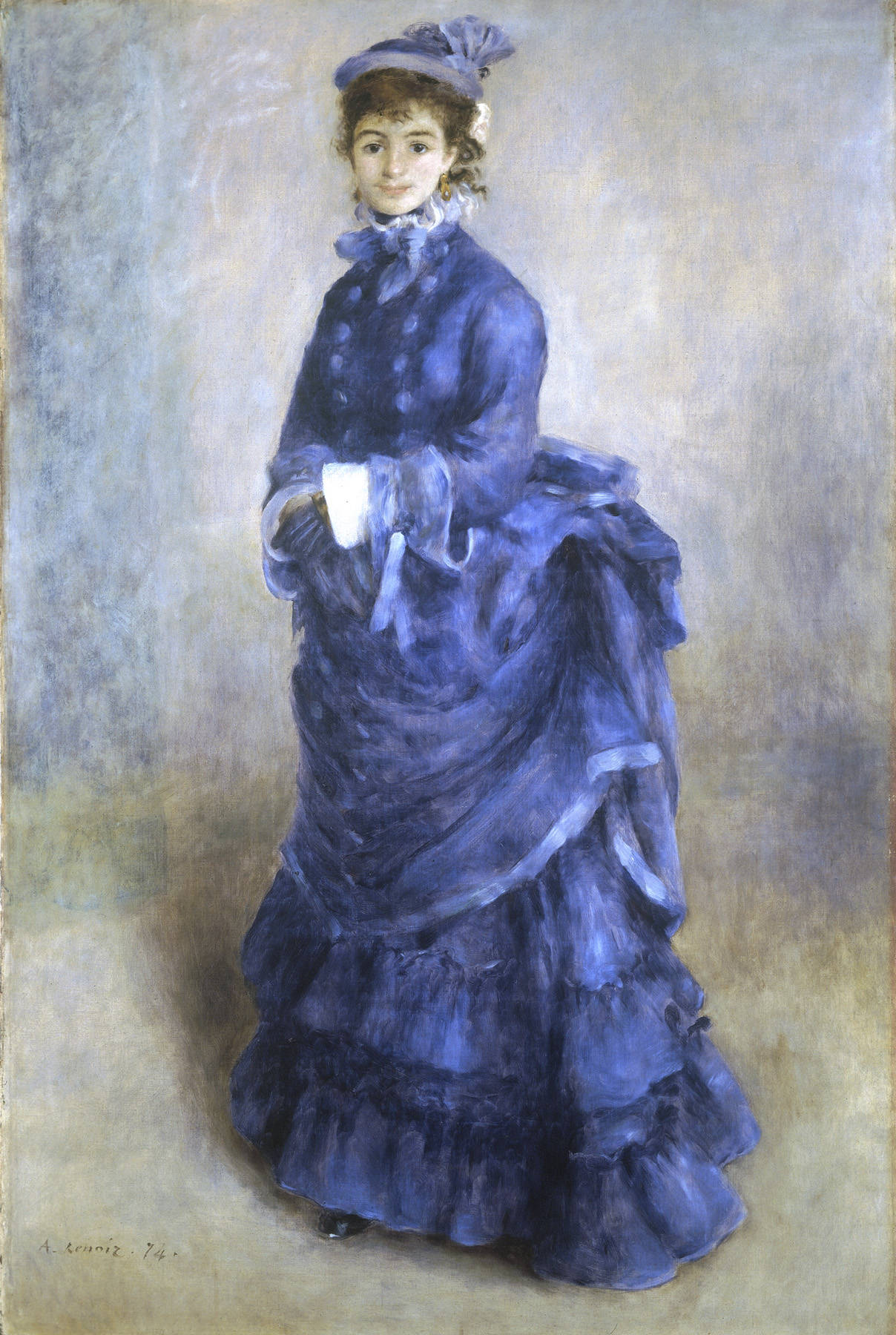
8 – 1874

1. Vestido de caminhada de 1870 tem uma saia em camadas e babados nas costas.
2. Gravura de moda de 1870 mostra corpetes de jaquetas com saias drapeadas e aparadas nas costas. Babados e franzidos plissados são enfeites característicos da década de 1870.
3. Vestido de banho americano dos anos 1870, com saia até o tornozelo, calças e mangas compridas
4. Vestido matutino francês de 1871 com uma estreita fita vermelha no decote baixo e um grande laço a condizer com fitas na parte de trás da cintura.
5. Os vestidos Dolly Varden de 1872 demonstram a moda popular do início da década de 1870 conhecida como "Dolly Varden"
6. Vestido artístico do início da década de 1870. Retrato da Sra. Frances Leyland de Whistler .
7. Os vestidos de ar livre de 1874 apresentam saias adornadas com fitas de fivela. Os corpetes de jaqueta têm punhos e decotes altos. Pequenos chapéus de palha com coroas achatadas e fitas longas (semelhantes aos dos barqueiros masculinos) são usados inclinados para a frente.
8. Vestido de 1874 com saia drapeada e saia inferior com babados.

### Galeria de 1875–79

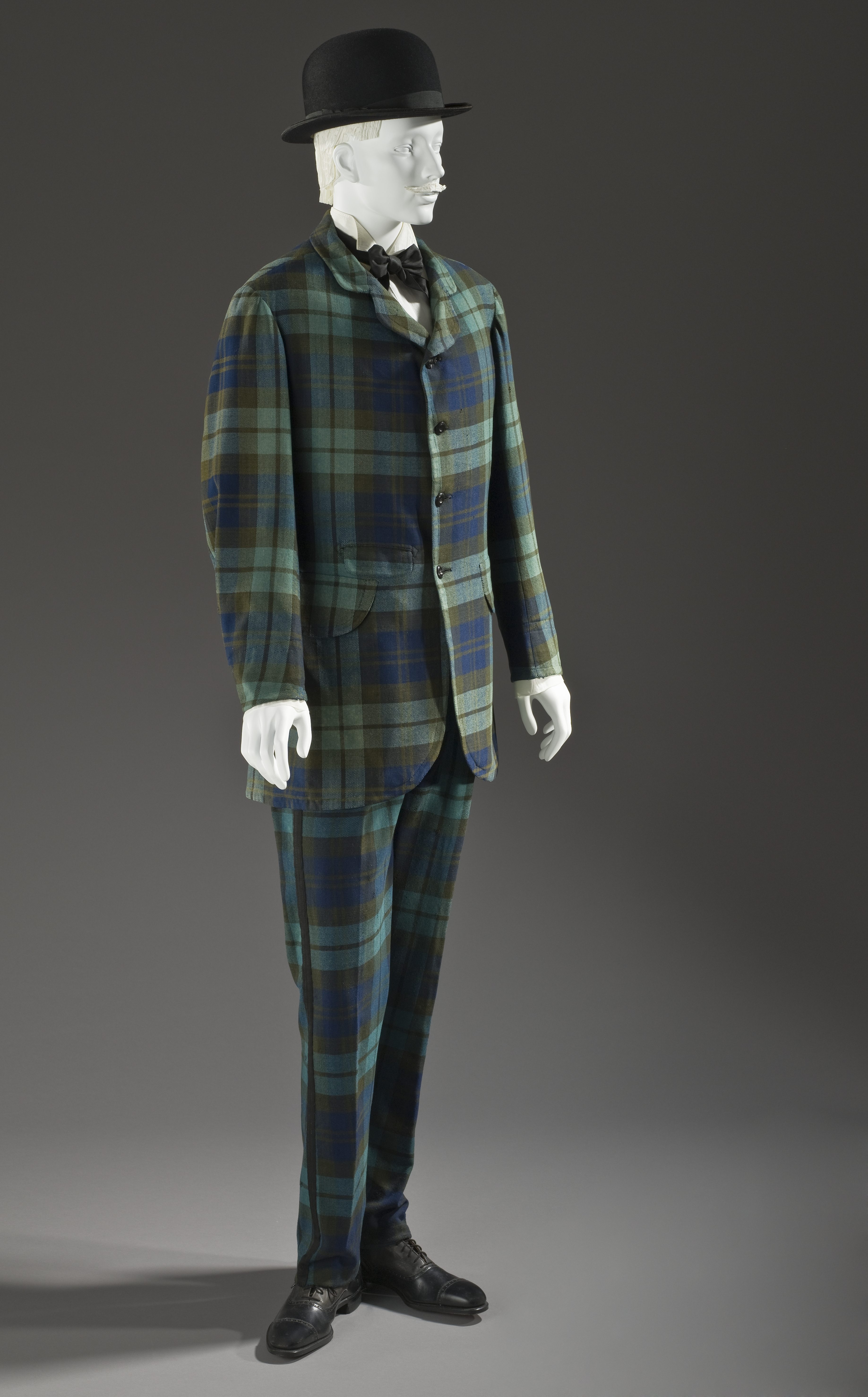
1 – 1875-80
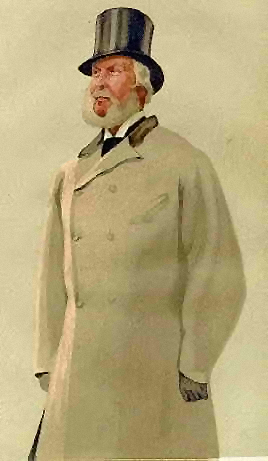
2 – 1876
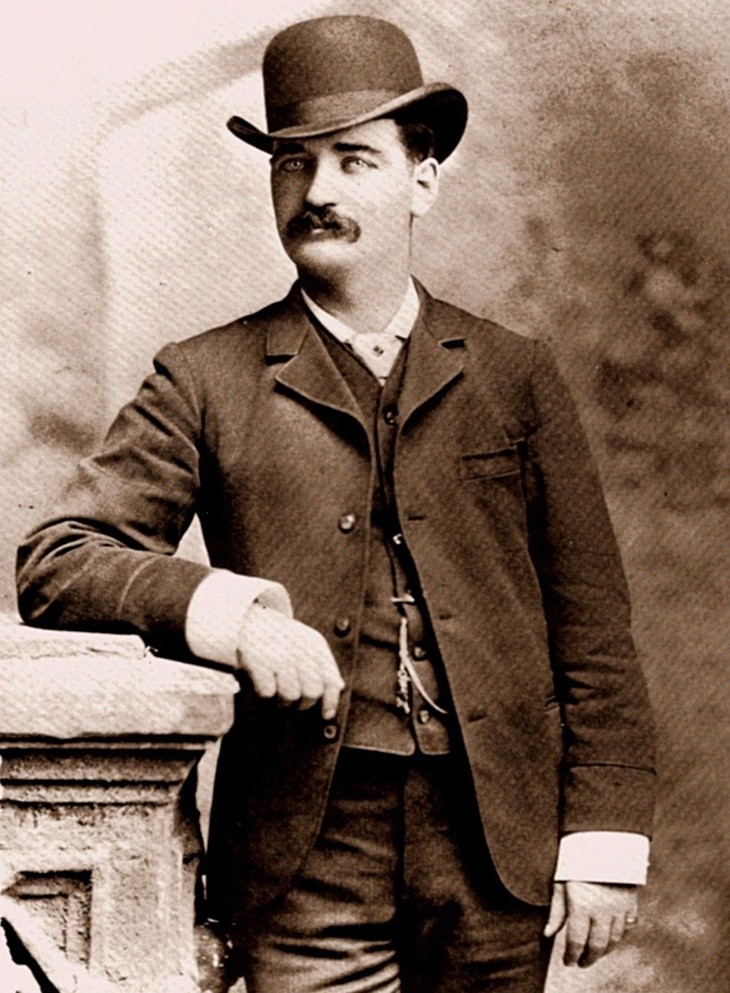
3 – 1879
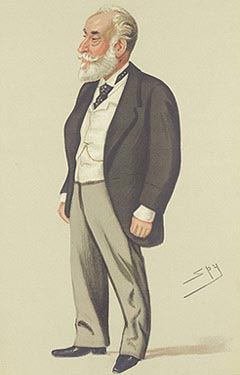
4 – 1879
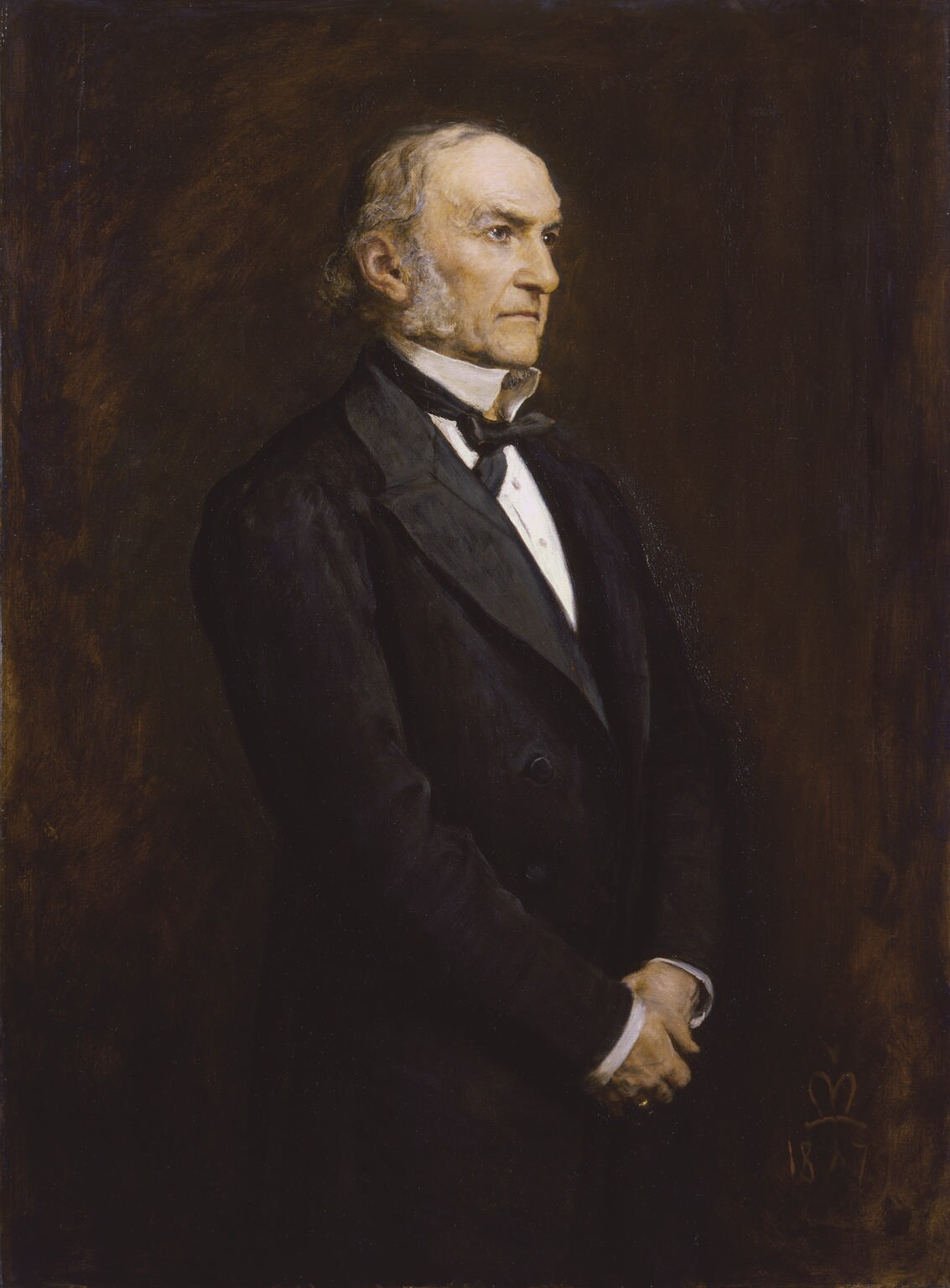
5 – 1879

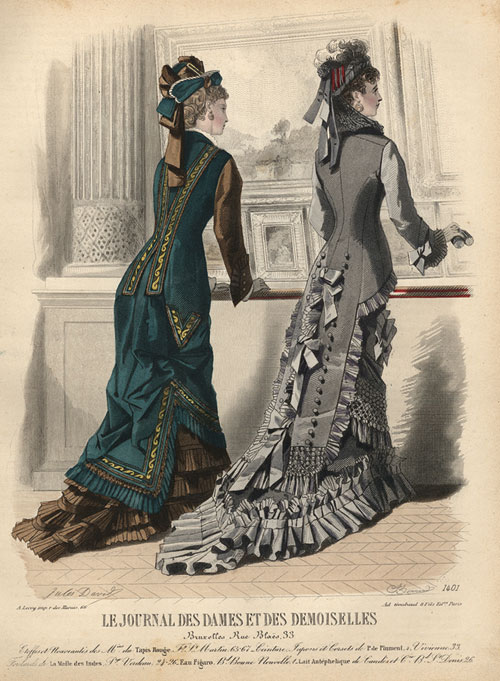
1 – c. 1874-76
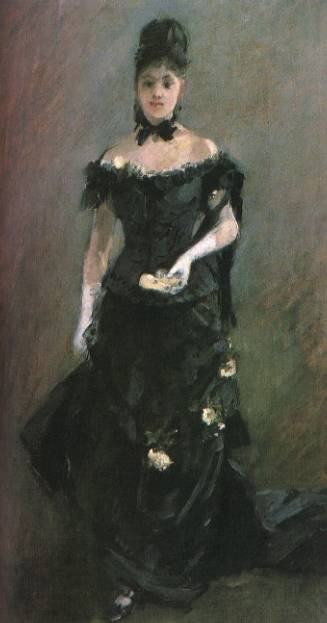
2 – c. 1875-6
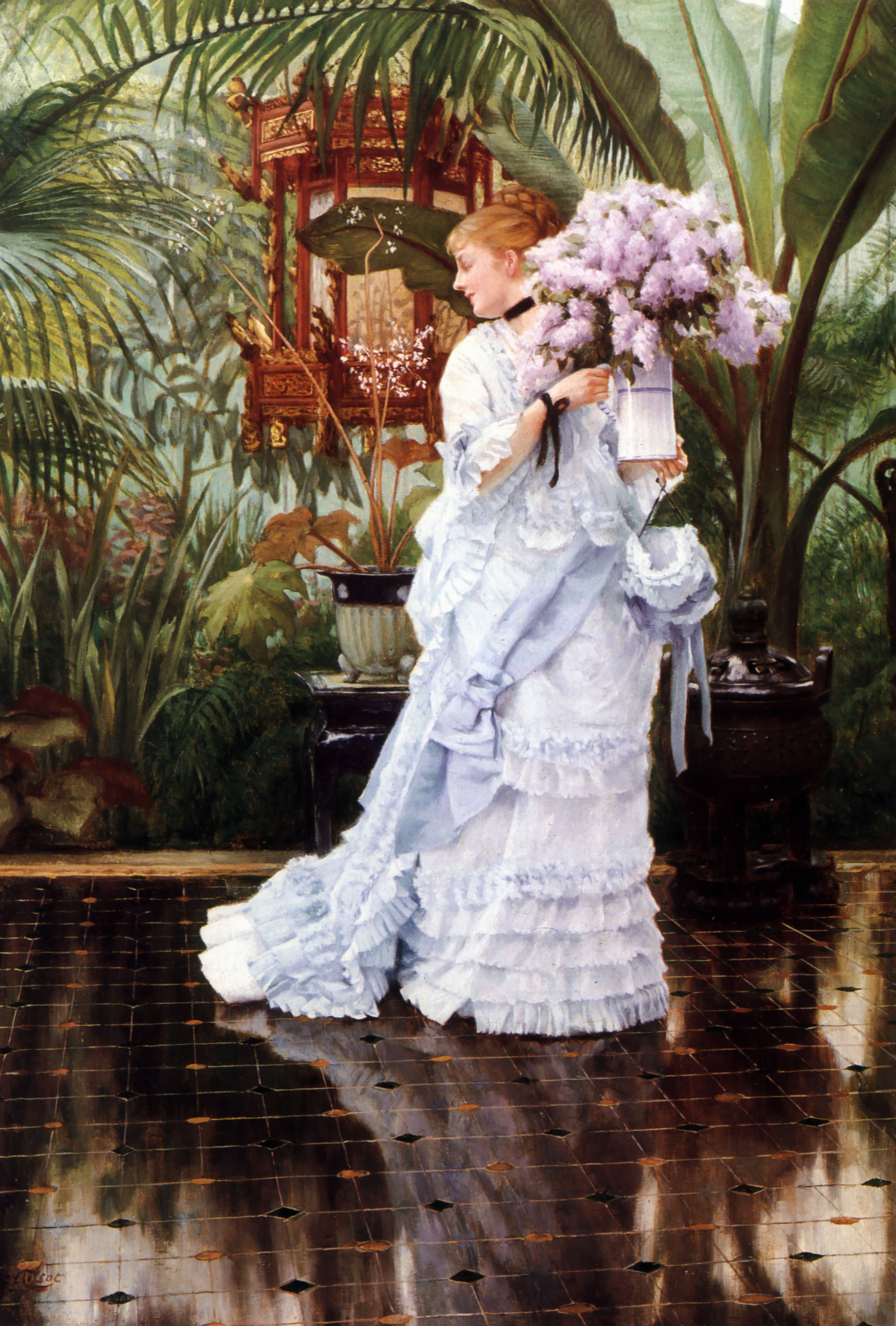
3 – 1875
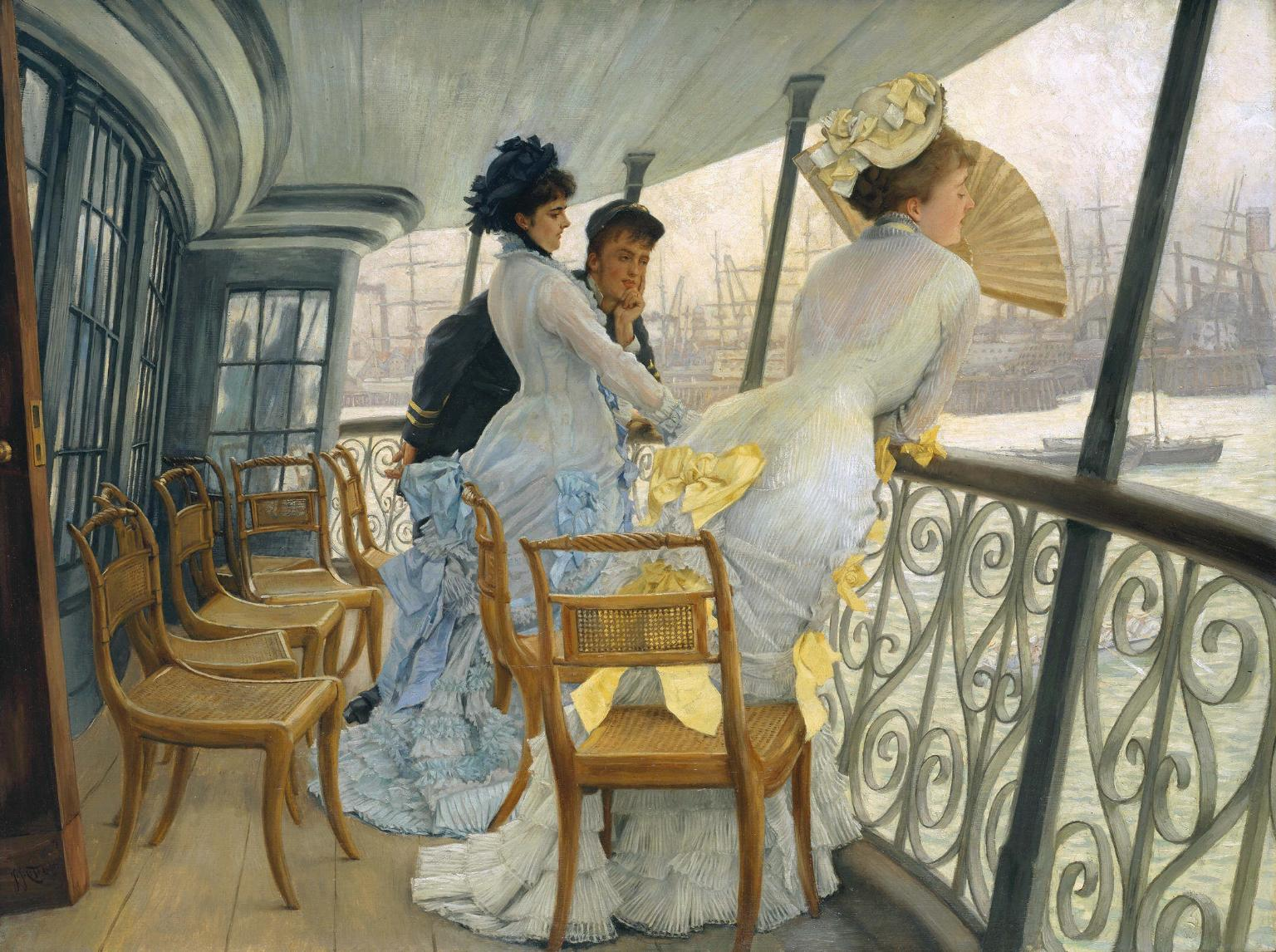
4 – 1877
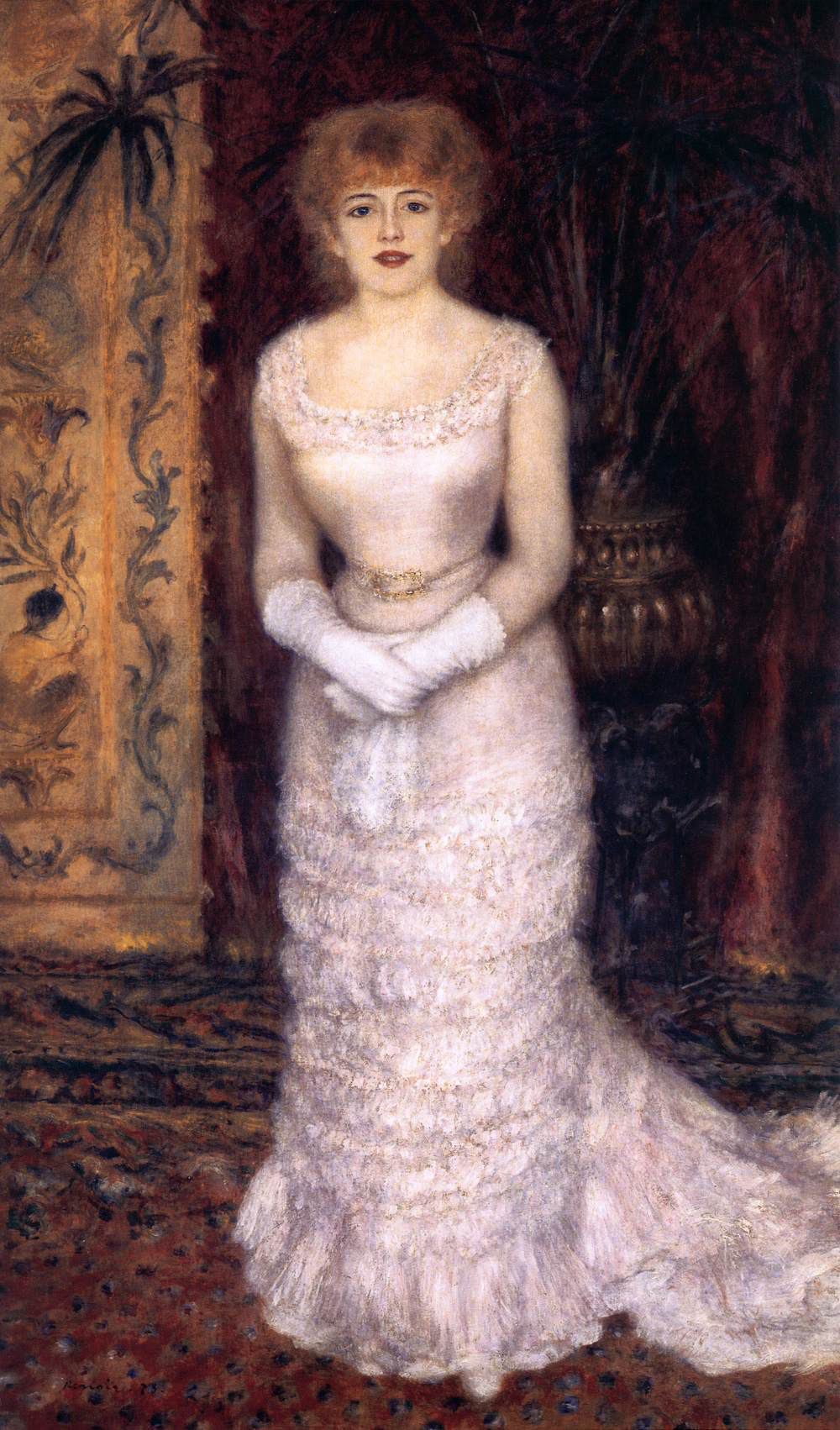
5 – 1878
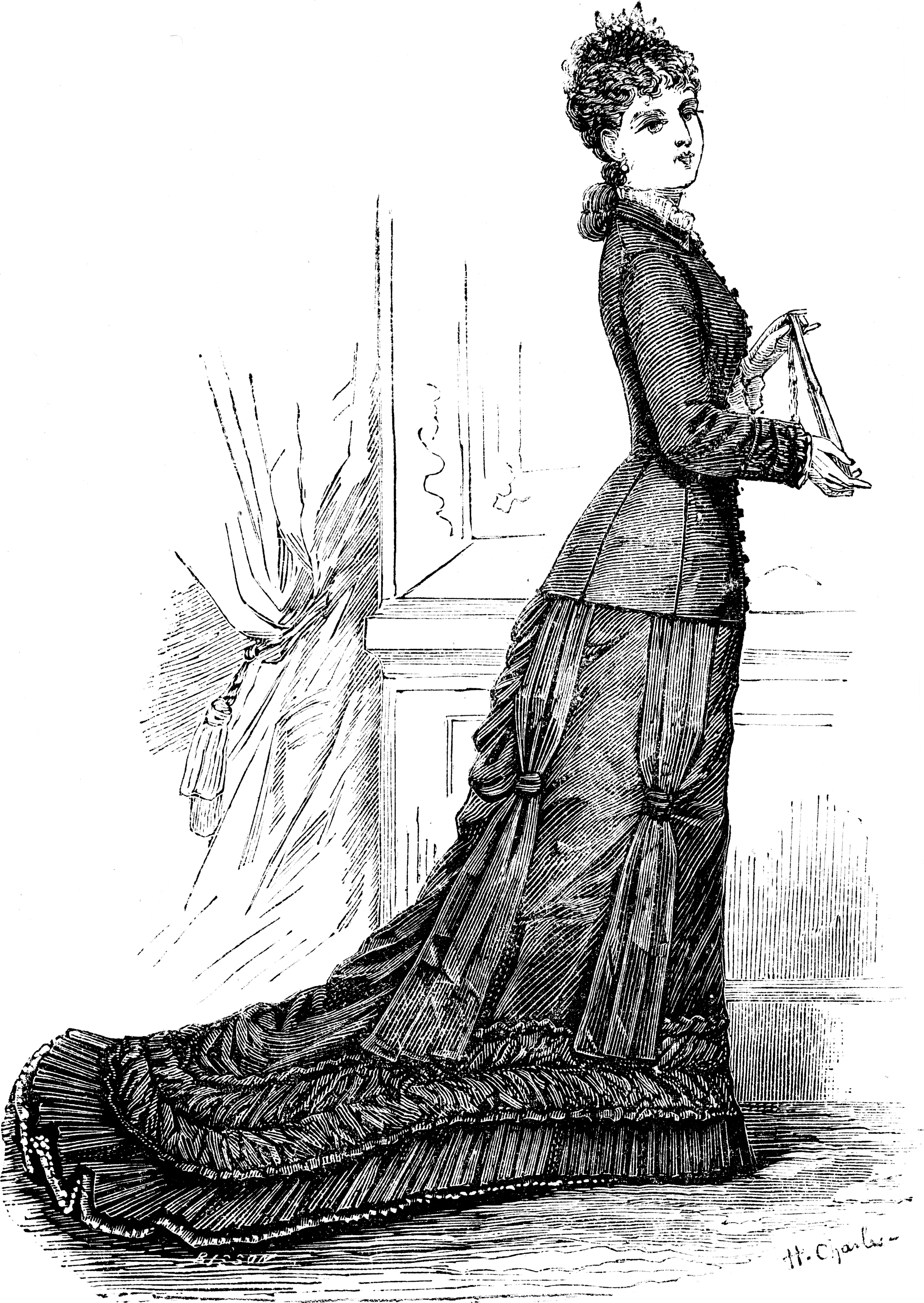
6 – 1878
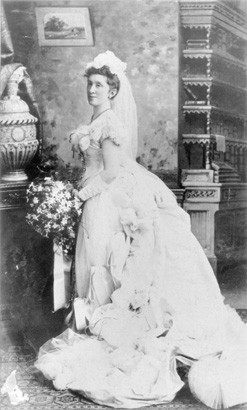
7 –1876
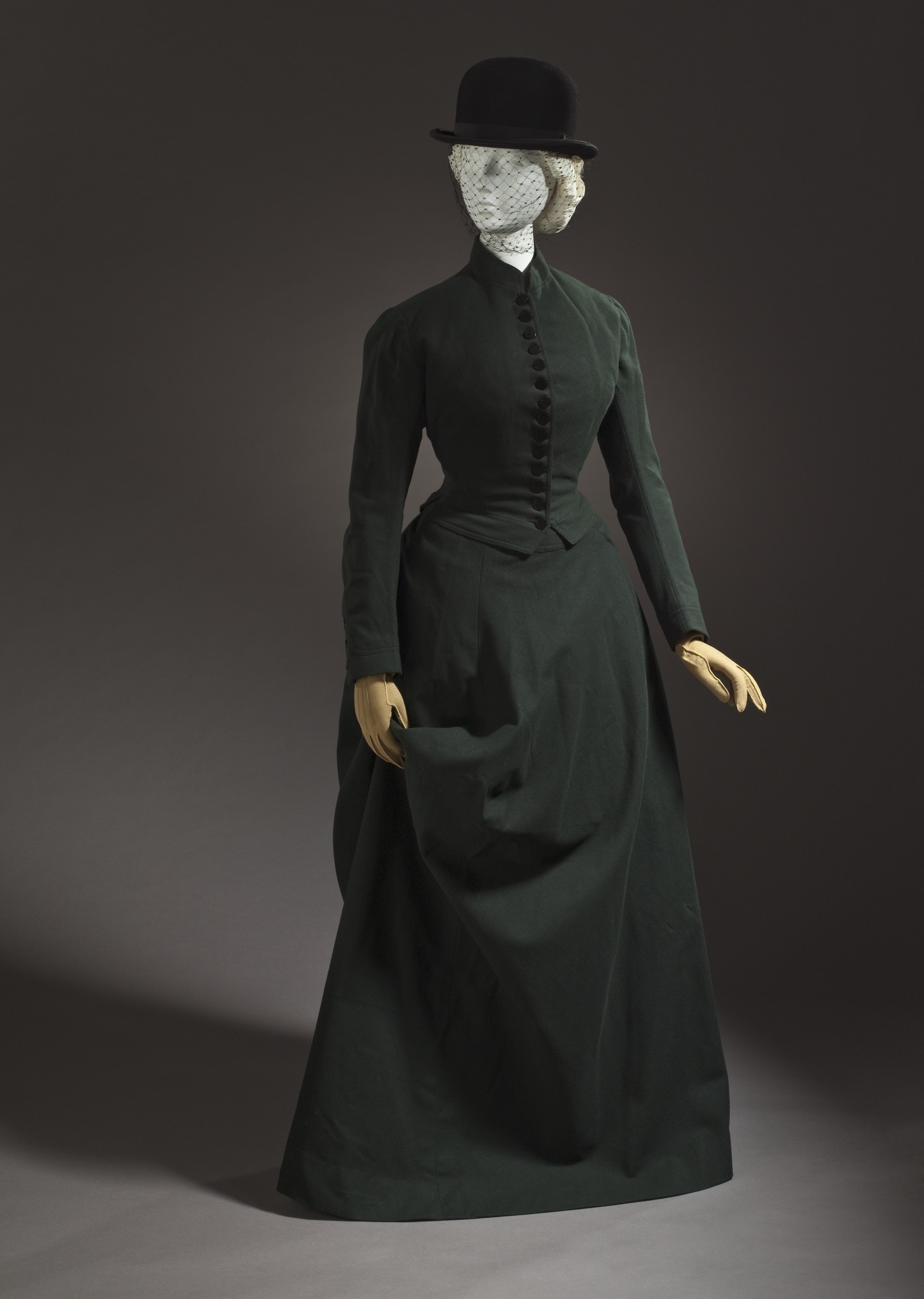
c. 1878

1. Os vestidos justos com cauda longa de meados da década de 1870 são adornados com babados, laços, botões e tranças plissados, e são usados com chapéus com fitas.
2. O vestido de noite francês é enfeitado com flores e usado com luvas brancas de comprimento médio e uma fita preta no pescoço. O penteado com muitos nós é típico de meados da década de 1870.
3. Vestido matutino de c. 1875 tem uma sobressaia à direita e é guarnecido por uma profusão de babados e fitas. O cabelo é trançado em uma coroa no alto da cabeça.
4. Vestidos semi-transparentes de c. 1877 mostra plenitude nas costas começando na altura do quadril, em vez da cintura, como em 1874–5. O vestido justo à direita ajusta-se suavemente ao corpo, desde os ombros até a parte inferior dos quadris.
5. Vestido noturno de 1878 tem cauda longa e decote quadrado. É usado com luvas compridas .
6. Traje de jaqueta e saia de 1878 apresenta cauda longa adornada com babados e franzidos plissados. O franzido correspondente corta os punhos das mangas.
7. O vestido de corte de 1876 apresenta uma cauda, longas luvas brancas e três penas brancas de avestruz que representam as plumas do Príncipe de Gales no cabelo.
8. O traje de caça é feito de lã verde, Escócia, c. 1878.

## Moda masculina

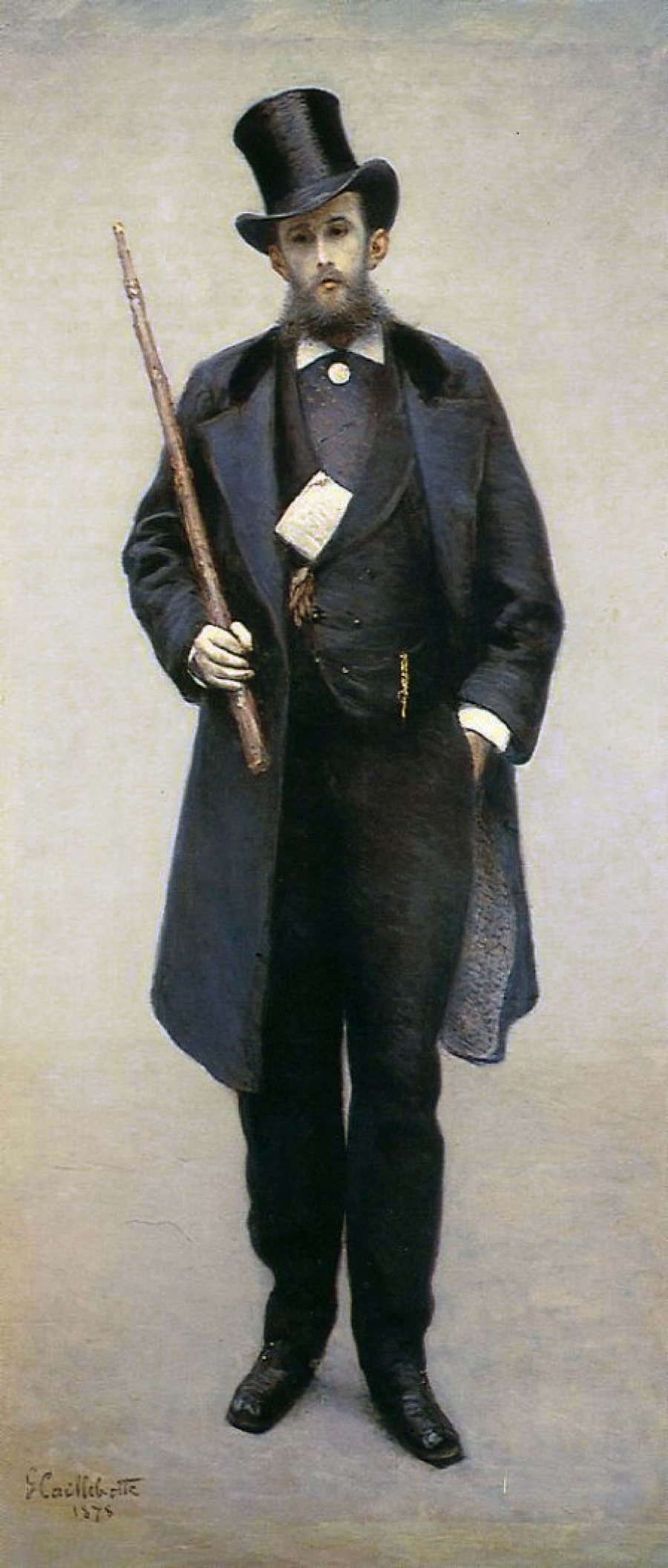
A moda parisiense de 1878 apresenta um casaco com gola contrastante, colete decorado com corrente de relógio, gravata larga de ascot, sapatos de bico quadrado e cartola.

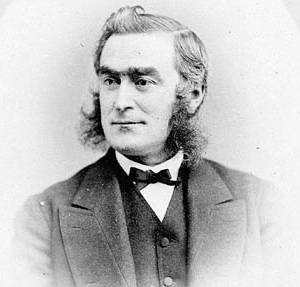
O legislador canadense John Charles Rykert usa uma gravata de fita estreita e um colete sem gola. Seu casaco tem lapelas largas. 1873.

Inovações na moda da década de 1870 homens incluiu a aceitação de tecidos estampados para camisas e substituição geral das gravatas amarradas em knots para mais tarde o plastron.

### Casacos e calças
As sobrecasacas continuaram na moda, mas surgiram novas versões mais curtas, que se distinguiam pela costura na cintura.  Coletes geralmente eram cortados retos na frente e tinham golas e lapelas, mas coletes sem gola também eram usados.
Ternos de três peças constituídos por um casaco abotoado de alta saco com colete combinando e calças, chamados ternos idem ou ternos lounge, cresceu em popularidade; o casaco de poderia ser cortado para que apenas o botão de cima possa ser fechado.
O casaco matinal ainda era usado em ocasiões informais na Europa e nas principais cidades de outros lugares ocidentais. Casacos de sobrecasaca eram necessários para vestimentas mais formais durante o dia. Os trajes noturnos formais continuaram sendo um casaco e calças escuras. O casaco agora abaixado no peito e tinha lapelas mais largas. Uma nova moda era um colete escuro em vez de totalmente branco, como nas décadas anteriores. O traje noturno foi usado com uma gravata-borboleta branca e uma camisa com o novo "colarinho alado".
Sobretudos tinham lapelas largas e punhos fundos, e muitas vezes apresentavam golas de veludo contrastantes. Sobretudos compridos forrados com pele eram itens de luxo nos climas frios.
Calças compridas eram usadas na maioria das ocasiões; calças de tweed ou lã eram usadas para caça e caminhadas.
Em 1873, Levi Strauss e Jacob Davis começaram a vender os jeans originais com rebites de cobre em São Francisco. Estes se tornaram populares entre a multidão local de caçadores de ouro, que queriam roupas fortes com bolsos duráveis.

### Camisas e gravatas
As pontas das golas das camisas eram cada vez mais pressionadas em "asas".
A tendência das gravatas incluía o four-in-hand e, no final da década, a gravata ascot, uma gravata com abas largas e uma gola estreita, presa com uma joia ou alfinete. As gravatas amarradas em um laço permaneceram um estilo conservador, e uma gravata borboleta branca foi necessária com trajes formais para a noite. Ocasionalmente havia diferenciação, pois garçons usavam gravatas borboletas vermelhas, então gravatas brancas eram as únicas opções para homens que queriam estar na moda.
Uma gravata estreita era uma alternativa para climas tropicais, como o Brasil, e era cada vez mais usada em outros lugares, especialmente nas Américas.

### Acessórios
Cartolas continuaram sendo uma exigência para o traje formal da classe alta; chapéus-coco e chapéus de feltro em uma variedade de formatos eram usados para ocasiões mais casuais, e velejadores depalha chata eram usados para iates e outros passatempos náuticos.

### Galeria de 1875–79
- 1 – 1875-80
- 2 – 1876
- 3 – 1879
- 4 – 1879
- 5 – 1879